# 서울로 가는 길
"서울로 가는 길"은 1962년 공개된 대한민국의 영화이다.

## 배역
- 김진규
- 김지미
- 윤일봉
- 김승호
- 황정순
- 최무룡
- 황해
- 최남현
- 이대엽
- 김희갑